# Gare du Nord (film)
Pour les articles homonymes, voir Gare du Nord.
Pour plus de détails, voir Fiche technique et Distribution.
Gare du Nord est une comédie dramatique française réalisée par Claire Simon et sortie en 2013.

## Synopsis
Plusieurs personnages se croisent, se rencontrent et se parlent dans la Gare du Nord à Paris. Ismaël questionne les voyageurs de la RATP pour gagner sa vie en dehors de sa thèse de sociologie, qui porte sur la gare. Il rencontre Mathilde, professeur d'histoire, avec qui il va présenter les différents protagonistes qui passent et vivent à la gare. Pendant ce temps, Sacha recherche sa fille disparue, et Joan, ancienne étudiante de Mathilde, erre entre Paris, Londres et Lille.

## Fiche technique
- Titre : Gare du Nord
- Réalisation : Claire Simon
- Scénario : Claire Simon, Shirel Amitay et Olivier Lorelle
- Musique : Marc Ribot
- Photographie : Claire Simon, Richard Copans et Laurent Bourgeat
- Montage : Julien Lacheray
- Producteur : Richard Copans
- Coproducteur : Yves Fortin
- Production : Les Films d'ici et Productions Thalie, en association avec Cinémage 7
- Distribution : Sophie Dulac Distribution, K-Films Amérique (Québec)
- Pays :  France
- Durée : 119 minutes
- Genre : choral, comédie dramatique
- Dates de sortie : France : 4 septembre 2013

## Distribution
- Nicole Garcia : Mathilde
- Monia Chokri : Joan
- François Damiens : Sacha
- Reda Kateb : Ismaël
- Sophie Bredier : Agatha
- Michael Evans : le jeune homme violent
- Lucille Vieaux : la vendeuse en lingerie
- Marvin Jean Charles : Kako
- Ibrahim Koma : l'ancien de G2N
- Jean-Christophe Bouvet : le juriste
- Nader Boussandel : Antoine
- Lou Castel : Ali le clochard
- André Marcon : François
- Jacques Nolot : Mario
- Samir Guesmi : Julien
- Ophélia Kolb : la jeune maîtresse
- Paweł Pawlikowski : le patron de Joan
- Christophe Paou : Gaspard
- Clémence Boisnard : la jeune fille avec un marteau dans son sac

## Réception
L'Express Styles donne une note de deux étoiles sur trois et souligne la réalisation de Claire Simon ainsi que la qualité d'interprétation des quatre acteurs principaux.

## Distinctions
- Festival international du film francophone de Namur 2013 : Bayard d’Or du meilleur comédien pour Reda Kateb